# Wisselslag
In de zwemsport geldt de wisselslag als het fysiek zwaarste onderdeel vanwege de vele tempo- en ritmewisselingen die een zwemmer of zwemster in het water moet ondergaan; de zwemslag is een combinatie van de vier bestaande zwemslagen en wordt uitgevoerd in de volgende vaststaande volgorde: vlinder-, rug-, school- en vrije slag (bij estafette wordt in de volgorde rug-, school- vlinder- en vrije slag gezwommen).
Op de langebaan (50 meter) kent het nummer twee afstanden: de 200 meter en de 400 meter. Op de kortebaan (25 meter) daarentegen telt de wisselslag drie afstanden: 100 meter, 200 meter en 400 meter. Het onderdeel wordt ook in estafettevorm gezwommen: de 4×100 meter wisselslag, waarbij de volgorde als volgt is: rugslag, schoolslag, vlinderslag en vrije slag (borstcrawl). Op de kortebaan heeft het zwemmen ook de 4×50 meter wisselslag.
Marcel Wouda was in de jaren negentig van de 20e eeuw Nederlands bekendste wisselslagzwemmer. Hij won, als eerste Nederlander in de geschiedenis, de wereldtitel op de 200 meter wisselslag, in 1998 bij de mondiale titelstrijd in Perth. Zijn erfopvolger in Nederland heet Robin van Aggele.
Bijgaand een citaat uit het grotendeels aan Wouda gewijde boek De Macht van Water van NRC Handelsblad-journalist Mark Hoogstad: 'Op de wisselslag komt het echter niet alleen aan op het beheersen van alle zwemslagen. Vooral tactisch inzicht blijkt, zoals Wouda spoedig bemerkt, van groot, om niet te zeggen, doorslaggevend belang, zeker op de 400 meter. Wie te snel of te ondoordacht van start gaat, graaft zijn eigen graf, zo wil een ongeschreven wet in het zwemmen. Vaker dan hem lief is krijgt Wouda die wijze les ingepeperd.'

## Wisselslag in wedstrijdverband
- 100 meter wisselslag (alleen op kortebaan)
- 200 meter wisselslag
- 300 meter wisselslag (alleen in het LAC-circuit)
- 400 meter wisselslag
- 4×50 meter wisselslag (estafette)
- 4×100 meter wisselslag (estafette)

## Vermaarde wisselslagzwemmers
- Ryan Lochte, Verenigde Staten
- Tamás Darnyi, Hongarije
- Tom Dolan, Verenigde Staten
- Eric Namesnik, Verenigde Staten
- Marcel Wouda, Nederland
- Matthew Dunn, Australië
- Michael Phelps, Verenigde Staten
- Krisztina Egerszegi, Hongarije
- Jana Klotsjkova, Oekraïne
- Katinka Hosszú, Hongarije